# На близком расстоянии
«На близком расстоянии» — художественный фильм режиссёра Григория Добрыгина. Премьера фильма состоялась в основном конкурсе 32-го фестиваля «Кинотавр», в широкий прокат фильм вышел 28 октября 2021 года.

## Сюжет
Известная актриса Инга обнаруживает под дверью курьера, мигранта из Средней Азии – он без сознания. Несмотря на пандемию и риск заболеть, Инга позволяет парню остаться и предоставляет ему одну из комнат своей комфортабельной квартиры.

## В ролях
- Ксения Раппопорт — Инга Гринер
- Нурбол Уулу Кайратбек
- Пётр Рыков
- Виктория Мирошниченко
- Айтунук Зулпукарова
- Никита Таддеи
- Олег Глушков

## Художественные особенности
Исполнитель главной мужской роли — непрофессиональный артист, он — реальный курьер службы доставки. Кроме того, режиссёр, готовясь к съёмкам, сам 2 недели отработал в такой же должности.
В фильме герой танцует под киргизский хит «Дык Кын Дыш» группы Ak Orgo Boys.